# Von Willebrand
von Willebrand är en adelsätt vid Sveriges och Finlands Riddarhus. En tidigare friherrlig gren, 344, . Ytterligare en gren ur 1834 blev upphöjd till friherrar men introducerades aldrig. 
Ätten kom från Mecklenburg där ättens stamfader Ernst Fredrik Willebrandt föddes under början av 1600-talet. Han var militär och kapten vid ett värvat finskt lantregemente när han 1676 adlades med namnet von Willebrand. Han avled 1679 i Riga vid ett fälttåg till Preussen. Hans hustru var Anna Stiernstråle. I äktenskapet föddes sonen Ernst Gustaf von Willebrand. Denne följde i sin fars fotspår, gjorde karriär som militär och blev till slut överste. Han ägde de finska egendomarna Tjusterby, Odennäs och Pihlois. Dennes hustru Eleonora Maria Creutz var friherrinna och svärmodern Hedvig Eleonora Stenbock grevinna. Dottern gifte sig Jägerhorn af Spurila.
Eleonora Maria Creutz och Ernst Gustaf von Willebrand hade fem söner vilka alla blev militärer. En sonson, landshövdingen friherre Ernst Gustaf von Willebrand, var med sin hustru, Bureättlingen Vendla Gustava von Wright föräldrar till Carl Johan Stiernvalls hustru. Genom dessa kom denne att bli förfader till Paul av Jugoslavien.

## Kända medlemmar
- Adolf Fredrik von Willebrand (1766–1845), finländsk friherre och ämbetsman
- Bo von Willebrand (1907–1940), finländsk flygofficer
- Erik Adolf von Willebrand (1870–1949), finlandssvensk läkare
- Ernst Fredrik von Willebrand (1787–1837), svensk friherre och militär
- Ernst Gustaf von Willebrand, flera personer
  - Ernst Gustaf von Willebrand (militär) (1680–1751), svensk militär
  - Ernst Gustaf von Willebrand (ämbetsman) (1751–1809), svensk friherre och ämbetsman
- Felix von Willebrand (1814–1893), finländsk friherre och läkare
- Herman von Willebrand (1876–1935), finländsk läkare
- Margit von Willebrand-Hollmerus (1894–1982), finlandssvensk författare
- Reinhold von Willebrand (1858–1935), finländsk friherre, litteraturkritiker och idrottsledare